# Liste der Hochhäuser in Massachusetts
In der Liste der Hochhäuser in Massachusetts werden die Hochhäuser im US-Bundesstaat Massachusetts ab einer strukturellen Höhe von 100 Metern aufgezählt. Das bedeutet die Höhe bis zum höchsten Punkt des Gebäudes ohne Antenne.

## Auflistung der Hochhäuser nach Höhe
| Nr. | Name                                          | Stadt       | Höhe    | Etagen | Baujahr            | Status   |
| --- | --------------------------------------------- | ----------- | ------- | ------ | ------------------ | -------- |
| 1.  | John Hancock Tower                            | Boston      | 240,8 m | 60     | 1976               | Erbaut   |
| 2.  | Prudential Tower                              | Boston      | 228,6 m | 52     | 1964               | Erbaut   |
| 3.  | Federal Reserve Plaza                         | Boston      | 187,2 m | 32     | 1977               | Erbaut   |
| 4.  | One Boston Place                              | Boston      | 183,2 m | 41     | 1970               | Erbaut   |
| 5.  | One International Place                       | Boston      | 182,9 m | 46     | 1987               | Erbaut   |
| 6.  | First National Bank Building                  | Boston      | 180,1 m | 37     | 1971               | Erbaut   |
| 7.  | One Financial Center                          | Boston      | 179,8 m | 46     | 1983               | Erbaut   |
| 8.  | 111 Huntington Avenue                         | Boston      | 168,9 m | 36     | 2002               | Erbaut   |
| 9.  | Two International Place                       | Boston      | 164 m   | 35     | 1992               | Erbaut   |
| 10. | One Post Office Square                        | Boston      | 160 m   | 41     | 1981               | Erbaut   |
| 11. | One Federal Street                            | Boston      | 158,5 m | 38     | 1975               | Erbaut   |
| 12. | Exchange Place                                | Boston      | 155,5 m | 40     | 1984               | Erbaut   |
| 13. | 60 State Street                               | Boston      | 155,2 m | 38     | 1977               | Erbaut   |
| 14. | One Beacon Street                             | Boston      | 154,5 m | 37     | 1991               | Erbaut   |
| 15. | One Lincoln Street                            | Boston      | 153,3 m | 36     | 2003               | Erbaut   |
| 16. | 28 State Street                               | Boston      | 152,4 m | 40     | 1969               | Erbaut   |
| 17. | Marriott’s Custom House                       | Boston      | 151,2 m | 32     | 1915               | Erbaut   |
| 18. | One Franklin                                  | Boston      | 150,9 m | 38     | 2011 (geplant)     | Baustopp |
| =   | John Hancock Building                         | Boston      | 150,9   | 26     | 1947               | Erbaut   |
| 20. | 33 Arch Street                                | Boston      | 145,4 m | 33     | 2004               | Erbaut   |
| =   | 225 Franklin Street                           | Boston      | 145,4 m | 33     | 1966               | Erbaut   |
| 22. | The Ritz-Carlton Boston Common                | Boston      | 144,8 m | 38     | 2001               | Erbaut   |
| 23. | 125 High Street                               | Boston      | 137,8 m | 30     | 1991               | Erbaut   |
| 24. | 100 Summer Street                             | Boston      | 137,2 m | 32     | 1974               | Erbaut   |
| 25. | The Ritz-Carlton Residences                   | Boston      | 135,8 m | 36     | 2001               | Erbaut   |
| 26. | 101 Clarendon Street                          | Boston      | 128 m   | 35     | noch nicht datiert | Baustopp |
| 27. | McCormack Building                            | Boston      | 122,2 m | 22     | 1975               | Erbaut   |
| 28. | Keystone Building                             | Boston      | 122 m   | 32     | 1971               | Erbaut   |
| 29. | Harbor Towers I                               | Boston      | 121,9 m | 40     | 1971               | Erbaut   |
| =   | Monarch Place                                 | Springfield | 121,9 m | 26     | 1989               | Erbaut   |
| 31. | One Devonshire Place                          | Boston      | 120,7 m | 42     | 1983               | Erbaut   |
| =   | Harbor Towers II                              | Boston      | 120,7 m | 40     | 1971               | Erbaut   |
| =   | Leverett Saltonstall Building                 | Boston      | 120,7 m | 22     | 1965               | Erbaut   |
| 34. | Westin Hotel at Copley Place                  | Boston      | 120,4 m | 38     | 1983               | Erbaut   |
| =   | Atlantic Wharf                                | Boston      | 120,4 m | 32     | 2011               | Erbaut   |
| 36. | 100 High Street                               | Boston      | 120 m   | 28     | 1988               | Erbaut   |
| 37. | 75 State Street                               | Boston      | 118,9 m | 31     | 1988               | Erbaut   |
| 38. | John F. Kennedy Federal Building              | Boston      | 118 m   | 26     | 1967               | Erbaut   |
| 39. | Boston Marriott Copley Place                  | Boston      | 116,4 m | 39     | 1984               | Erbaut   |
| 40. | 101 Federal Street                            | Boston      | 116,3 m | 31     | 1988               | Erbaut   |
| 41. | One Longfellow Place                          | Boston      | 116 m   | 38     |                    | Erbaut   |
| =   | Four Longfellow Place                         | Boston      | 116 m   | 38     |                    | Erbaut   |
| 43. | Christian Science Administration Building     | Boston      | 112,8 m | 23     | 1973               | Erbaut   |
| =   | Tower Square                                  | Springfield | 112,8 m | 29     | 1970               | Erbaut   |
| 45. | Federal Building & J.W. McCormack Post Office | Boston      | 105,2 m | 22     | 1931               | Erbaut   |
| 46. | Ellison Building                              | Boston      | 104,2 m | 24     | 1982               | Erbaut   |
| 47. | 45 Province Street                            | Boston      | 103,7 m | 31     | 2009               | Erbaut   |
| 48. | The Clarendon                                 | Boston      | 102,4 m | 32     | 2009               | Erbaut   |
| =   | 101 Huntington Avenue                         | Boston      | 102,4 m | 25     | 1972               | Erbaut   |
| 50. | 500 Boylston Street                           | Boston      | 100,6 m | 25     | 1985               | Erbaut   |
| =   | Suffolk County Courthouse                     | Boston      | 100,6 m | 19     | 1939               | Erbaut   |
| 52. | Sheraton Boston Hotel North Tower             | Boston      | 100,1 m | 29     |                    | Erbaut   |